# ستيفاني بيشام
ستيفاني بيشام (من مواليد 28 فبراير 1947) ممثلة تلفزيونية وإذاعية وسينمائية إنجليزية اشتهرت بأدوارها التلفزيونية في دراما تينكو (1981-1982) على قناة بي بي سي ، ودراما آي تي في مسلسل كوني (1985) ، ودورها سابل كولبي في المسلسلات التلفزيونية كولبيس (1985-1987) و مسلسل ديناستي (1985 ، 1988- 1989). تشمل أدوارها السينمائية دراكولا أي. دي. 1972 في عام (1972) ، وفيلم شيزو (1976) وفيلم تروب بيفرلي هيلز (1989).
تم ترشيحها لجائزة غولدن غلوب عام 1990 عن دورها في فيلم الأخت كيت، بالإضافة إلى العديد من الترشيحات الأخرى للعب دور سابل كولبي في عائلة كولبيس وسلالة.